# Olympia Fields Country Club
De Olympia Fields Country Club is een countryclub in de Verenigde Staten.

## Geschiedenis
De club werd opgericht 1915 en bevindt zich in Olympia Fields, Illinois. De club beschikt over twee 18-holes-golfbanen, de "North Course" en de "South Course", en beide banen werden ontworpen door respectievelijk de golfbaanarchitecten Willie Park jr. en Tom Bendelow.

### Golftoernooien
Het eerste grote golftoernooi dat de club ontving was het PGA Championship, in 1925. De volgende grote golftoernooien waren het US Open en het US Senior Open.
Voor het golftoernooi is de lengte van de "South"-baan 6323 m met een par van 70. De course rating is 74,1 en de slope rating is 141.
South Course
- Western Open: 1920, 1927, 1933, 1968 & 1971[4]
- PGA Championship: 1925 & 1961[4]
- US Open: 1928 & 2003[4]
- US Senior Open: 1997 & 2010[4]
- US Amateur Championship: 2015[4]

## Trivia
- De club beschikt ook over een zwembad, een fitnesscentrum en zes tennisbanen.[6][7]